# 얀 3세 소비에스키 왕 기념비 (그단스크)

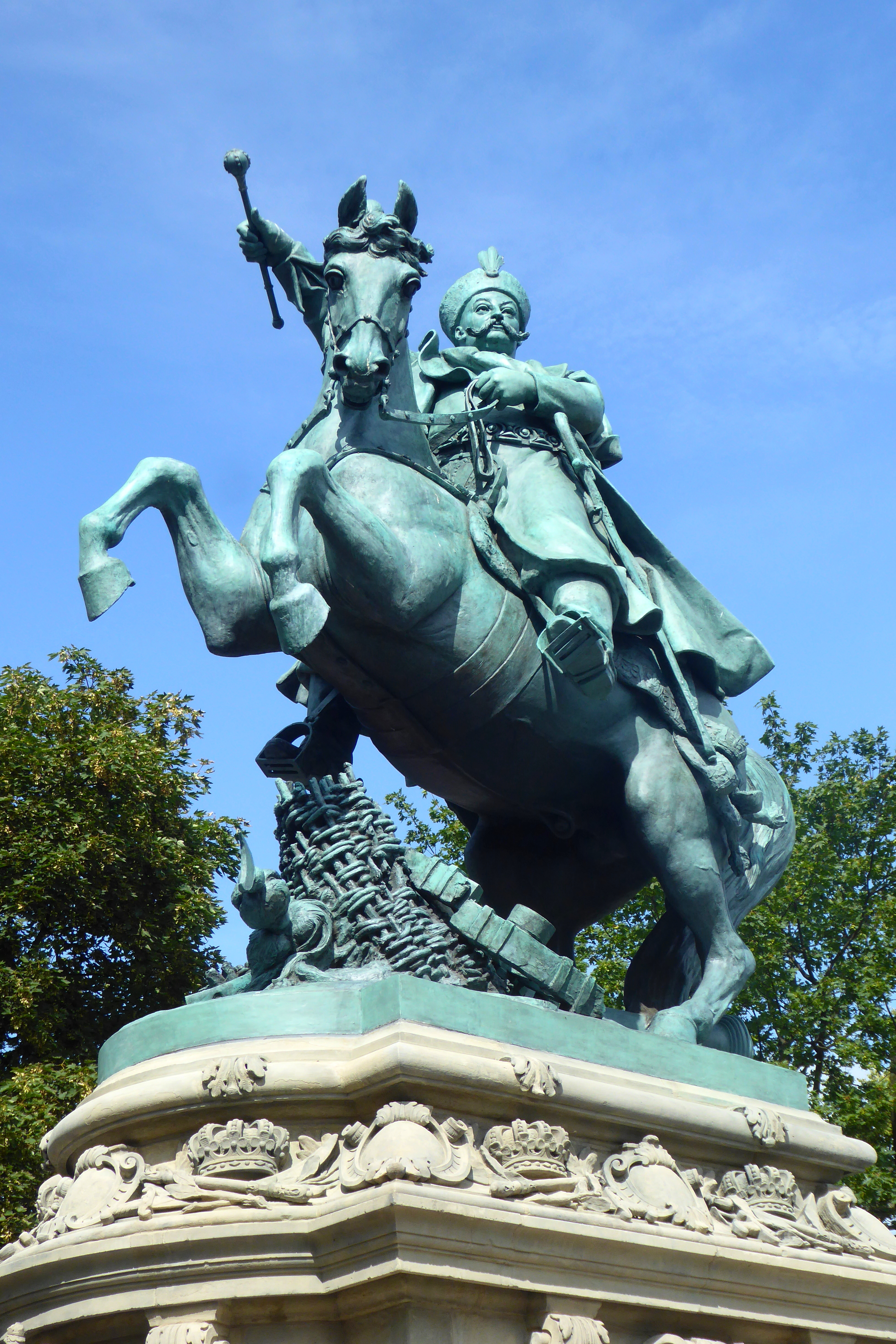
얀 3세 소비에스키 왕 기념비

얀 3세 소비에스키 왕 기념비(폴란드어: Pomnik króla Jana III Sobieskiego)는 폴란드 포모제주 그단스크에 있는 기념비다. 폴란드의 왕이었던 얀 3세 소비에스키(1629-1696)의 기마상이다. 1898년 르비우에 처음 건설되었으며, 1965년 그단스크로 이전되었다.

## 역사
기념비는 갈리치아 로도메리아 왕국 (오스트리아-헝가리 제국의 일부)의 르비우에서 자금을 지원했다. 공식적으로 1898년 11월 20일에 공개되었다. 폴란드 왕의 기마상은 조각가 타데우시 바라츠가 디자인했고 아르투르 크루프가 소유한 빈 회사에서 청동으로 주조했다. 회색 테르노필 사암으로 만든 기념비의 큰 네오바로크 받침대는 르비우에 있는 줄리안 마르코프스키의 조각 제작사에서 제작되었다. 왕의 디자인은 르비우 사업가 마리안 스티팔을 모델로 했다.
르비우 출신의 유일한 폴란드 왕인 얀 3세 소비에스키는 축제용 민족 의상(주판과 콘투시 착용)을 입고 쓰러진 적의 대포와 부서진 포차 등 전장의 잔해 위로 말을 타고 뛰어오르는 모습으로 묘사되었다. 국왕의 모습은 르비우가 침략군의 공격을 자주 받았던 남동쪽 방향을 바라보고 있었다.
1944년 소련이 르비우를 탈환했을 때, 우크라이나의 국민 영웅인 보흐단 흐멜니츠키와 비슷하게 동상을 개조하자는 제안이 나왔다. 그러나 1950년에 동상은 폴란드에 인계되었다. 16년 동안, 동상은 군주의 거주지 중 하나인 빌라누프 궁전 근처 공원에 전시 되다가 그단스크로 옮겨졌다. 크라쿠프와 브로츠와프도 이 기념물을 인수하는 데 관심이 있었지만, 이를 유치하려는 시도는 실패로 끝났다. 이 기념물은 그단스크 구시가지의 주요 공원 중 하나인 드제브니 타르크에 위치하고 있으며, 1965년 6월 26일에 제막되었다. 국왕은 서쪽 방향을 바라보고 있다. Królowi Janowi III, miasto Lwów, MDCCCXCVIII (얀 3세 왕에게, 르비우에서, 1898")이라는 문구가 적힌 원래 명판은 1989년 이후에 설치되었다. 2000년에 기념물에 조명이 켜졌다.